# Peyami Safa
Peyami Safa (* 2. April 1899 in Istanbul; † 15. Juni 1961 ebenda), Pseudonym Server Bedi, war ein türkischer Schriftsteller.

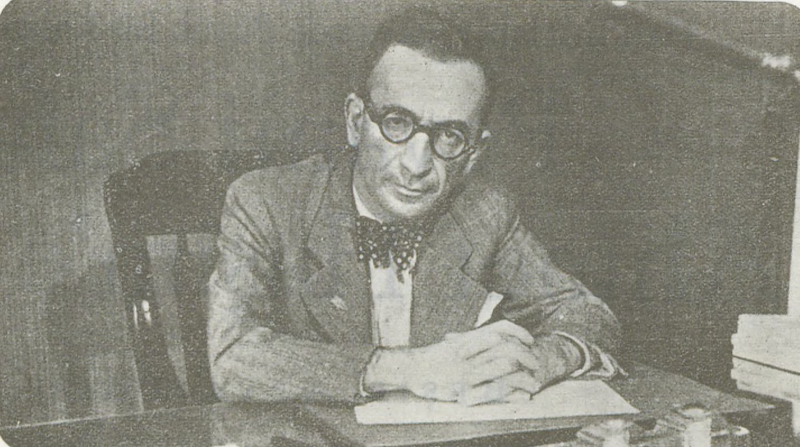
Peyami Safa in den 1930er Jahren

## Leben und Wirken
Sein Vater, der bekannte Schriftsteller Ismail Safa, lebte mit der Familie in Sivas. Er starb, als Peyami Safa zwei Jahre alt war. Danach zog Safa mit seiner Mutter nach Istanbul. Aufgrund einer schweren Knochenerkrankung entging Safa im Alter von acht Jahren nur knapp einer Amputation eines Armes und musste seine Schullaufbahn in diesem Alter abbrechen.
Mit 13 Jahren begann Safa als Drucker zu arbeiten. Seine erste Kurzgeschichte veröffentlichte er mit 14. Im Jahr 1912 erhielt er eine Anstellung beim türkischen Postministerium und konnte nebenbei seine Schulbildung nachholen. Von 1914 bis 1918 arbeitete er als Lehrer und veröffentlichte Texte in der Istanbuler Zeitung Yirminci Asır.
Allmählich konnte er als Literat Fuß fassen. Er veröffentlichte weiter in Zeitungen wie Cumhuriyet und Son Posta und verschiedenen Zeitschriften und schrieb nebenbei Romane, Kurzgeschichten, Essays, n und Novellen. Unter dem Pseudonym Server Bedi veröffentlichte er Kriminalromane, mit denen er seinen Lebensunterhalt finanzierte.
Anfang der 1930er Jahre wurde er Feuilletonredakteur der Tageszeitung Cumhuriyet. Später verließ er sie, nachdem sich der Herausgeber öffentlich davon distanziert hatte, dass Safa als Redakteur ein Gedicht des zu diesem Zeitpunkt inhaftierten Nâzım Hikmet abgedruckt hatte. Mit Hikmet war Safa seit ihrer gemeinsamen Zeit in den 1920er-Jahren bei der von Zekeriya Sertel herausgegebenen Kulturzeitschrift Resimli Ay befreundet; die erste Ausgabe seines 1930 erschienenen Romans Dokuzuncu Hariciye Koğuşu (deutscher Titel: „Saal 9 für äußere Krankheiten“) hatte er Hikmet gewidmet.
Im Laufe seines Lebens änderte Safa mehrfach seine weltanschaulichen und politischen Überzeugungen. In jüngeren Jahren hatte er sozialistische und kemalistische Ansichten, ab den 1930er Jahren ließ er sich von Ahmet Ağaoğlus Symbiose aus Liberalismus und Panturkismus inspirieren. Zuletzt vertrat er konservative Ansichten mit nationalistischen und islamischen Einschlägen.
Nach seinem Weggang von der Cumhuriyet begann Safa, für die Tageszeitung Ulus sowie die nationalistische Zeitschrift Çınaraltı und die von Necip Fazıl Kısakürek herausgegebene islamistische Zeitschrift Büyük Doğu („Großer Osten“) zu schreiben. Weltanschaulich wandte er sich vom Materialismus dem Mystizismus zu.
1944 stand Safas Name auf einer Liste von 47 Namen, die zur Vorbereitung des Rassismus-Turanismus-Verfahrens erstellt wurde; allerdings gehörte er nicht zu den 27 Angeklagten.
1950 schrieb Safa in Ulus vehement gegen die Kampagne zur Freilassung seines früheren Freundes Hikmet. Dies hatte nicht nur politische Gründe, weil Safa inzwischen überzeugter Antikommunist war, sondern war auch Folge einer persönlichen Kränkung, weil Hikmet in einem unter Pseudonym erschienenen Beitrag in der Zeitung Tan gegen ihn als „Salonintellektuellen“ polemisiert hatte.
Anfang der 1950er Jahre verließ er Ulus und gründete die Kulturzeitschrift Türk Düşüncesi („Türkisches Denken“). 1954 begann er auf Einladung von Ali Naci Karacan Kolumnen für die Milliyet zu schreiben, wo er sich auf polemische Art mit dem für dasselbe Blatt schreibenden Aziz Nesin wiederholt öffentlich stritt. 1959 wechselte er zur konservativen Zeitung Tercüman, für die er bis zu seinem Tod schrieb.
Die Polemik mit Aziz Nesin war nicht die erste in Safas publizistischem Leben, zu früheren Zeiten lieferte er sich öffentliche Polemik mit Autoren wie Necip Fazıl Kısakürek, Ahmet Hâşim oder Celal Nuri İleri.

## Literarisches Werk
Zentrale Themen seines Schaffens sind der Gegensatz zwischen Orient und Okzident und die Frage nach der Rolle der Türkei zwischen diesen beiden Polen. In zahlreichen Essays seiner späteren Zeit hat Safa gegen eine zwanghafte Verwestlichung der Türkei argumentiert: Er sah im Kemalismus die Gefahr, dass durch eine zu starke Annäherung an den Westen moralische Schwäche in die türkische Gesellschaft Einzug halten würde.
In seinem ersten Roman Sözde Kızlar („Die Scheinmädchen“) stellt er diesen Konflikt anhand des Vergleichs zwischen Frauen in verschiedenen türkischen Gebieten dar. Die anatolischen Frauen zeichnet Safa dabei tugendhaft und keusch, während er Frauen aus Istanbul als sittenlose Personen darstellt, die ihre Liebe zur Nation und zur Religion verloren haben. Ähnlich in seinem 1931 erschienenen Roman Fatih-Harbiye (deutscher Titel: „Zwischen Ost und West“): Darin vergleicht Safa zwei gegensätzliche Stadtteile Istanbuls: das konservative Fatih und das eher westlich orientierte Harbiye. Die zwei männlichen Hauptpersonen, die um dieselbe Frau werben, stammen aus diesen gegensätzlichen Welten und sind unterschiedlich sozialisiert. Die Protagonistin ist zwischen beiden Welten hin- und hergerissen.
Die Frankfurter Allgemeine Zeitung nennt Safa einen „großen türkischen Romancier“, die Neue Zürcher Zeitung schreibt über ihn: „Peyami Safa, ein konservativer Romancier und Publizist, leugnete nicht die hohen Werte der westlichen Kultur, behauptete aber, dass sich diese Kultur seit Mitte des 19. Jahrhunderts in einer schweren geistigen Krise befinde und somit keine Vorbildwirkung mehr ausüben könne.“

## Werke
Safas außerordentlich produktives Schaffen umfasst neben zahllosen Beiträgen für Zeitungen und Zeitschriften 13 Romane, sechs Erzählbände, ein Drama sowie 15 Sachbücher in der Reihe „Was ist …?“ bzw. „Wer ist …?“. Seine Zeitungsbeiträge erschienen in teils posthum publizierten 18 Büchern. Hinzu kommen die unter dem Pseudonym Server Bedi veröffentlichte trivialliterarische 40 Romane und 63 Kurzgeschichten.
Auf Deutsch sind von Peyami Safa unter anderem erschienen:
- Saal 9 für äußere Krankheiten – Gummersbach: Florestan 1947
- Zwischen Ost und West – Leipzig: Payne 1943
- Scheinmädchen